# Namrata Shirodkar
Namrata Shirodkar (Bombay, 22 januari 1972) is een voormalig Indiaas actrice en model die voornamelijk in Hindi films speelde.

## Biografie
Shirodkar werkte als model en werd in 1993 gekroond tot Miss India. Ze vertegenwoordigde India in de Miss Universe-verkiezing en eindigde op de zesde plaats. In datzelfde jaar vertegenwoordigde ze ook India in de Miss Asia Pacific International en werd ze tweede.
Ze had een klein rolletje als kind met Shatrughan Sinha in de film Shirdi Ke Sai Baba (1977). Haar eerste film Purab Ki Laila Pachhim Ki Chhaila is nooit uitgebracht, haar debuut maakte ze met een kleine rol in Jab Pyaar Kisise Hota Hai (1998). Ze maakte deel uit van twee hitfilms uit 1999,  Vaastav en Kachche Dhaage, wat haar naamsbekendheid gaf in Bollywood. In 2004 verscheen ze in de Engelstalige film Bride & Prejudice. In datzelfde jaar kwam ook haar laatste film Rok Sako To Rok Lo uit.
Shirodkar huwde acteur Mahesh Babu in 2005, die ze ontmoet had tijdens de opnames van Vamsi (2000). Het echtpaar heeft twee kinderen: een zoon Gautam Krishna (geboren in 2006) en een dochter Sitara (geboren in 2012). Ook is ze het zusje van actrice Shilpa Shirodkar en kleindochter van Marathi actrice Meenakshi Shirodkar.

## Filmografie
| Jaar | Film                               | Rol                      | Opmerking               |
| ---- | ---------------------------------- | ------------------------ | ----------------------- |
| 1977 | Shirdi Ke Sai Baba                 |                          | als kind                |
| 1998 | Jab Pyaar Kisise Hota Hai          | Pooja                    | gastoptreden            |
| 1998 | Mere Do Anmol Ratan                | Kiran                    |                         |
| 1998 | Hero Hindustani                    | Namrata Agarwal          |                         |
| 1999 | Kachche Dhaage                     | Ragini Pandit            |                         |
| 1999 | Chora Chittha Chora                | Ravi's geliefde          | Kannada film            |
| 1999 | Ezhupunna Tharakan                 | Ashwini Varma            | Malayalam film          |
| 1999 | Vaastav: The Reality               | Sonia                    |                         |
| 2000 | Pukar                              | Pooja Mallapa            |                         |
| 2000 | Hera Pheri                         | dochter van Chaman       | gastoptreden            |
| 2000 | Vamsi                              | Shilpa                   | Telugu film             |
| 2000 | Astitva                            | Revati                   | Marathi film            |
| 2000 | Aaghaaz                            | Gittika                  |                         |
| 2001 | Albela                             | Nina                     |                         |
| 2001 | Tera Mera Saath Rahen              | Suman Gupta              |                         |
| 2002 | Hathyar: Face to Face with Reality | Sonu Raghunath Shivalkar |                         |
| 2002 | Dil Vil Pyar Vyar                  | Raksha                   |                         |
| 2002 | Maseeha                            | Pinky                    |                         |
| 2003 | Pran Jaye Par Shaan Na Jaye        | Mona                     |                         |
| 2003 | Tehzeeb                            | Aloka                    |                         |
| 2003 | LOC Kargil                         | Mevr. Y.K. Joshi         |                         |
| 2004 | Anji                               | Swapna                   | Telugu film             |
| 2004 | Charas: A Joint Operation          | Pia                      |                         |
| 2004 | Insaaf: The Justice                | Kunti V. Prasad          |                         |
| 2004 | Bride & Prejudice                  | Jaya Bakshi              | Engelse film            |
| 2004 | Rok Sako To Rok Lo                 | Sandra                   | buitenbeeldse verteller |